# Hüttler
Ein Hüttler war im 17. bis 19. Jahrhundert einerseits eine süddeutsche bzw. österreichische Bezeichnung für den Bewohner einer Hütte, sie war steuerrechtlich definiert und lag unter den verschiedenen Kategorien von Bauern im engeren Sinne. Es gab noch weitere Unterteilungen in Halbhüttler und Viertelhüttler. Hüttler lebten in der Regel in ärmlichsten Verhältnissen, z. B. als Köhler oder Holzknecht. Die Anzahl von Tieren, die vom Hüttler gehalten werden durften, war reglementiert.
Andererseits wurde auch ein Arbeiter in der Metallverhüttung oder Salzverhüttung immer wieder als Hüttler bezeichnet.
Die Bezeichnung fand, ähnlich wie Huber, Häusler oder Hütter, auch als Nachname Verwendung. Als Dialektvarianten existieren auch Hittler, Hietler und Hitler, die jedoch seit dem Jahre 1945 wegen der Verbindung zur Person Adolf Hitlers kaum mehr Verwendung finden. Es gibt jedoch auch eine Deutung, nach der sich die ältere Schreibweise Hiedler von Hiedl, einem alten oberdeutschen Wort für hochdeutsch „Quelle“ ableite.